# Plegafulles muntanyenc
El plegafulles muntanyenc (Anabacerthia striaticollis) és una espècie d'ocell de la família dels furnàrids (Furnariidae) que habita la selva humida de les muntanyes de Colòmbia i nord de Veneçuela, cap al sud, a través dels Andes per l'est de l'Equador i del Perú fins a l'oest de Bolívia.